# The Beano
The Beano ist eine britische Comiczeitschrift für Kinder. Sie erscheint seit 1938 im Verlag DC Thomson in Großbritannien und Irland.
Dieses wöchentlich erscheinende Magazin besteht aus einer Vielzahl von Comics; wobei jede der zahlreichen Hauptfiguren (Beano stars) meist ein oder zwei Seiten für sich und ihre Erlebnisse reserviert bekommt. Die beliebtesten (und am längsten in der Beano erscheinenden) Köpfe sind Dennis und sein Hund Gnasher, die sich einen Spaß daraus machen, Eltern, Lehrer, Postboten und „Softies“ (männliche Altersgenossen, die sich besonders verweichlicht verhalten) zu schikanieren und zur Verzweiflung zu bringen. Aber auch die Bash Street Kids, Minnie the Minx und Roger the Dodger sind schon lange dabei. Die meisten Geschichten spielen in Beanotown, manchmal kreuzen sich auch die Wege der Hauptfiguren. Gelegentlich erscheinen auch Sprechblasen von imaginären Lesern des Comics oder die entsprechende Comicfigur redet mit den Lesern. Beano-Comics erscheinen auch in Sonderheften und in Buchform.